# Хрещення Господнє
Хре́щення Госпо́днє (лат. Baptismus Domini) — хрещення Іваном Хрестителем Ісуса Христа на річці Йордан, на паломницькій переправі Віфавара. Одна з п'яти важливих подій Ісусового життя поряд із Преображенням, Розп'яттям, Воскресінням і Вознесінням. Опис хрещення поданий у Євангеліях від Матвія (Мт. 3:13–17), Марка (Мр. 1:9–11), Луки (Лк. 3:21–23) та Івана (Ів. 1:32–34). 
Більшість сучасних теологів вважає Хрещення Ісуса доконаним історичним фактом, так само як і розп'яття Ісуса. Для християн Хрещення Господнє — одна з основ християнського обряду хрещення, що зазначено в Діяннях апостолів (Ап. 19:1–7). На згадку про Хрещення християни щорічно відзначають велике свято, одне з різдвяно-новорічного циклу. 
У римо-католицькій церкві це свято святкується у другу неділю Різдва Христового (6 січня — Богоявлення або Трьох королів). У протестантських і більшості Східних церквах, зокрема Православною церквою України, це свято відзначається 6 січня; у деяких Східних церквах це свято святкують 6 (19) січня за юліанським каленадарем. У католицькій традиції Хрещення є однією зі світлих таємниць розарію. У східнохристиянській традиції — одне з 12 великих свят.
Інші назви свята — Водо́хреще, Водо́хрещі (Водо́хрища), Йорда́нь, Орда́нь. Богоявлення також відбувається, коли деякі церкви згадують, що Ісус був хрещений, коли йому було близько 30 років, і почав навчати людей про Бога. Хрещення означає «одкровення», і як візит мудреців, так і його хрещення є важливими моментами, коли Ісус був «явив», як дуже важливий для світу.

## Хронологія
Хрещення Ісуса зазвичай вважається початком його служіння, незабаром після початку служіння Івана Хрестителя.
Євангеліє від Луки стверджує:
У п'ятнадцятий рік панування Тиберія кесаря, коли Понтій Пілат панував над Юдеєю, коли в Галілеї тетрархом був Ірод, а Пилип, його брат, був тетрархом Ітуреї й землі Трахонітської, за тетрарха Лісанія в Авіліні, за первосвящеників Анни й Кайяфи було Боже слово в пустині Іванові, сину Захарія.І він перейшов усю землю Йорданську, проповідуючи хрещення покаяння для прощення гріхів. 
Існує два підходи до визначення того, коли розпочалось правління Тиберія: Традиційний підхід полягає в припущенні, що правління Тиберія розпочалося, коли він став співрегентом в 11 р. н. е. Поклавши початок служінню Івана Хрестителя приблизно 26 р. н.е. Однак, деякі вчені припускають, що це було після смерті його попередника Октавіана Августа в 14 р. н. е. Тож служіння Івана Хрестителя розпочалося в 29 р. н. е. 
Загальноприйняті дати початку служіння Івана Хрестителя, засновані на цьому посиланні в Євангелії від Луки, складають приблизно 28–29 рр. н. е.

## Опис події у Біблії
Із Хрещенням Господнім, за розповіддю в Євангеліях, пов'язують хрещення Іоаном Хрестителем Ісуса Христа на Йордані там, де розташована давня місцевість «Віфавара». Слухаючи Предтечу, народ постійно перебував у чеканні. Багатьом було відомо, що Збавитель тривалий час перебуває невпізнаним, тому слова Івана: «Він стоїть серед вас» заставили серця прискорено битися. І в цей час серед юрби на березі з'явився Чоловік з Назарету. Ісус опинився між грішниками. Він разом з усіма готувався прийняти хрещення від Івана. Ніхто не знав його, навіть сам Іван, але мав якесь передчуття. Голос Святого Духа дав йому пізнати, хто був Месія. Коли Іван підійшов до води, всіх вразили дивні слова, звернені до Галилеянина: «Я повинен хреститися від Тебе і чи Тобі йти до мене?». Відповідь Ісуса: «Допусти це тепер, бо так годиться нам виповнити усю правду. (Мт. 3:15)» — нічого не пояснила оточенню, але для Івана мали певний зміст і переконали його охрестити, і тоді його передчуття перемінилось у певність. Він погодився здійснити обряд. У ту мить, коли Ісус стояв у річці і молився, сталося щось таємниче, з'явився знак розпізнавання. Ісус сходить, як і інші у воду, але не виявляє жодного гріха, а коли виходить — з висоти Дух у вигляді голуба зійшов на Нього і почувся голос: «Ти Син Мій Улюблений, що Я вподобав Його!» (Мр. 1:11). Ця небесна поява пригадує появу над печерою у Вифлеємі. Там звіщається про нього пастушкам, тут — невинному предтечі та розкаяним грішникам. Проте звіщення над берегами Йордану коротке у часі, й мало з тих, до котрих було звернене, його пізнало. Про це свідчення пізніше Іван Богослов скаже: 

## Історичність

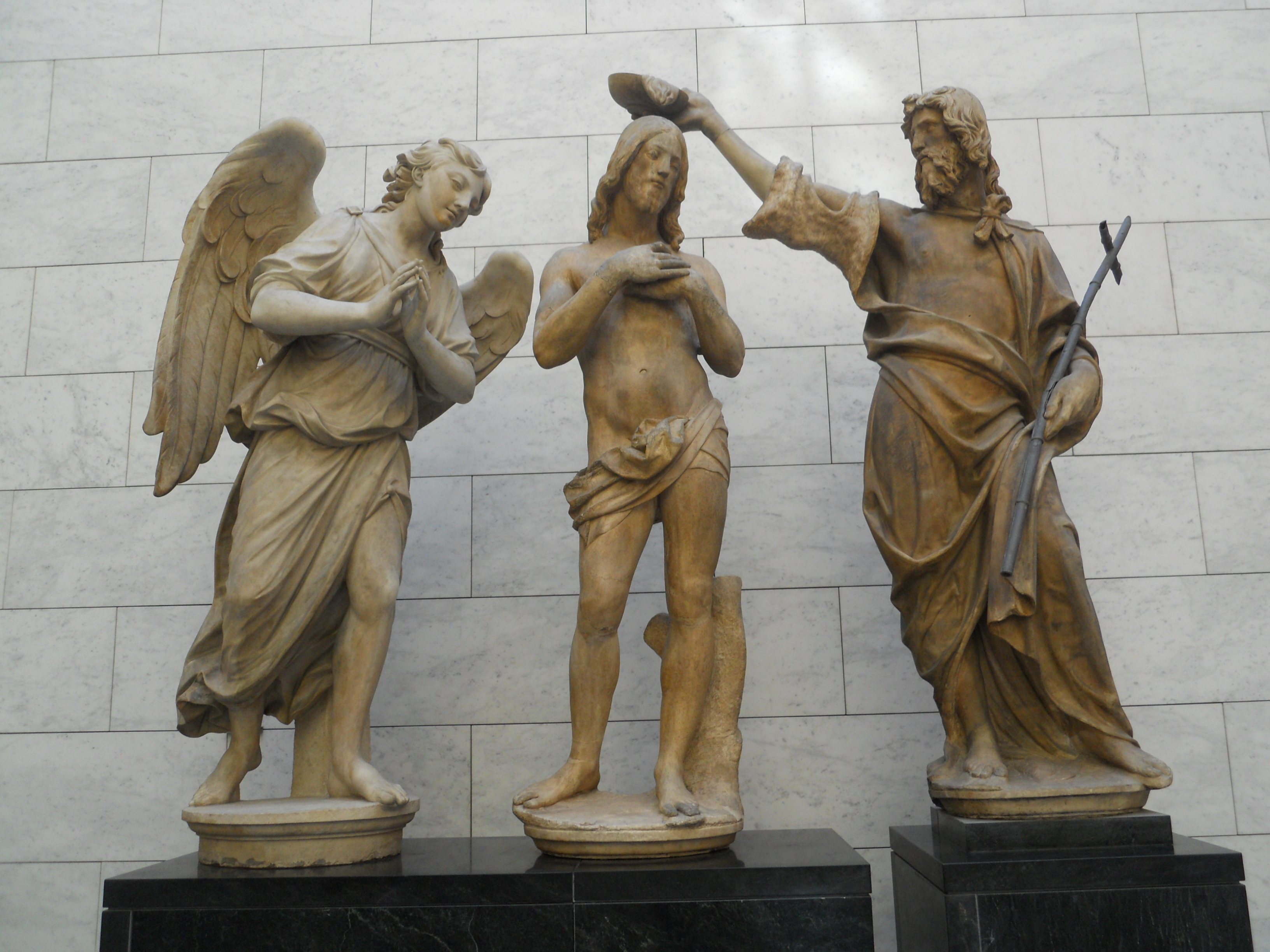
Статуя у Флорентійському Баптистерії

Про існування Івана Хрестителя в ті самі терміни, що й Ісуса, і його страту Іродом засвідчує історик І століття Йосип Флавій. Переважна більшість сучасних вчених розглядають свідчення Флавія про діяльність Івана Хрестителя як автентичні.
Одним з аргументів на користь історичності хрещення Ісуса Іваном є те, що це історія, яку ранньохристиянська Церква ніколи не хотіла б вигадати. Як правило, це називається критерієм збентеження в історичному аналізі. З огляду на те, що Іван хрестив за відпущення гріхів, а Ісуса вважали безгрішним, винахід цієї історії не мав би жодної мети і спричиняв би збентеження, оскільки ця історія позиціонувала Івана над Ісусом.
Євангеліє від Матвія намагається компенсувати цю проблему тим, що Іван почувається негідним хрестити Ісуса, й Ісус дає йому дозвіл на це: 
14 Але перешкоджав він Йому й говорив: Я повинен хреститись від Тебе, і чи Тобі йти до мене?

15 А Ісус відповів і сказав йому: Допусти це тепер, бо так годиться нам виповнити усю правду. Тоді допустив він Його.

## Свято Хрещення Господнього
Отже, коли Ісус Христос досяг 30-річного віку, він прийняв хрещення в річці Йордан. Вийшов на берег, а з небес почувся голос Бога-Отця, який назвав Ісуса своїм Сином. І на нього зійшов Святий Дух в образі голуба. Звідси ще одна назва — Богоявлення. Православні та греко-католики вважають, що саме це свято засвідчує таїнство Святої Трійці. Адже в цей день, за християнським вченням, з'явився Бог у трьох іпостасях: Бог Отець — в голосі, Син Божий — у плоті, Дух Святий — у вигляді голуба.[джерело?]

## Вірування та обряди
Народні святкування, що проходять у день Богоявлення та Хрещення Господнього, в Україні мають назву Водохреще. Це свято увібрало в себе багато язичницьких і християнських обрядів, центральне місце серед яких займають обряди, пов'язані з водою.

## Галерея

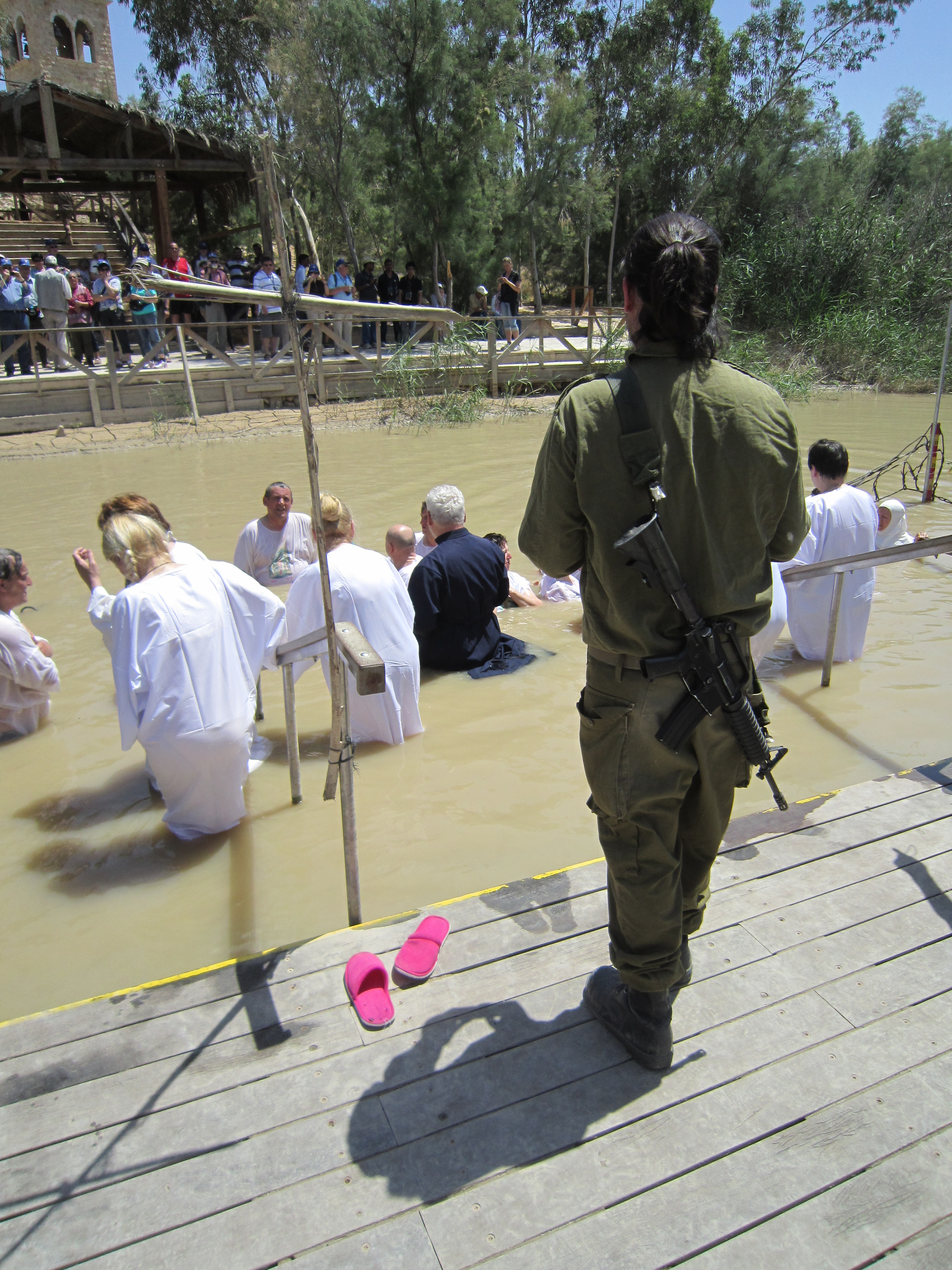
паломництво на Віфавару (2012 р.)
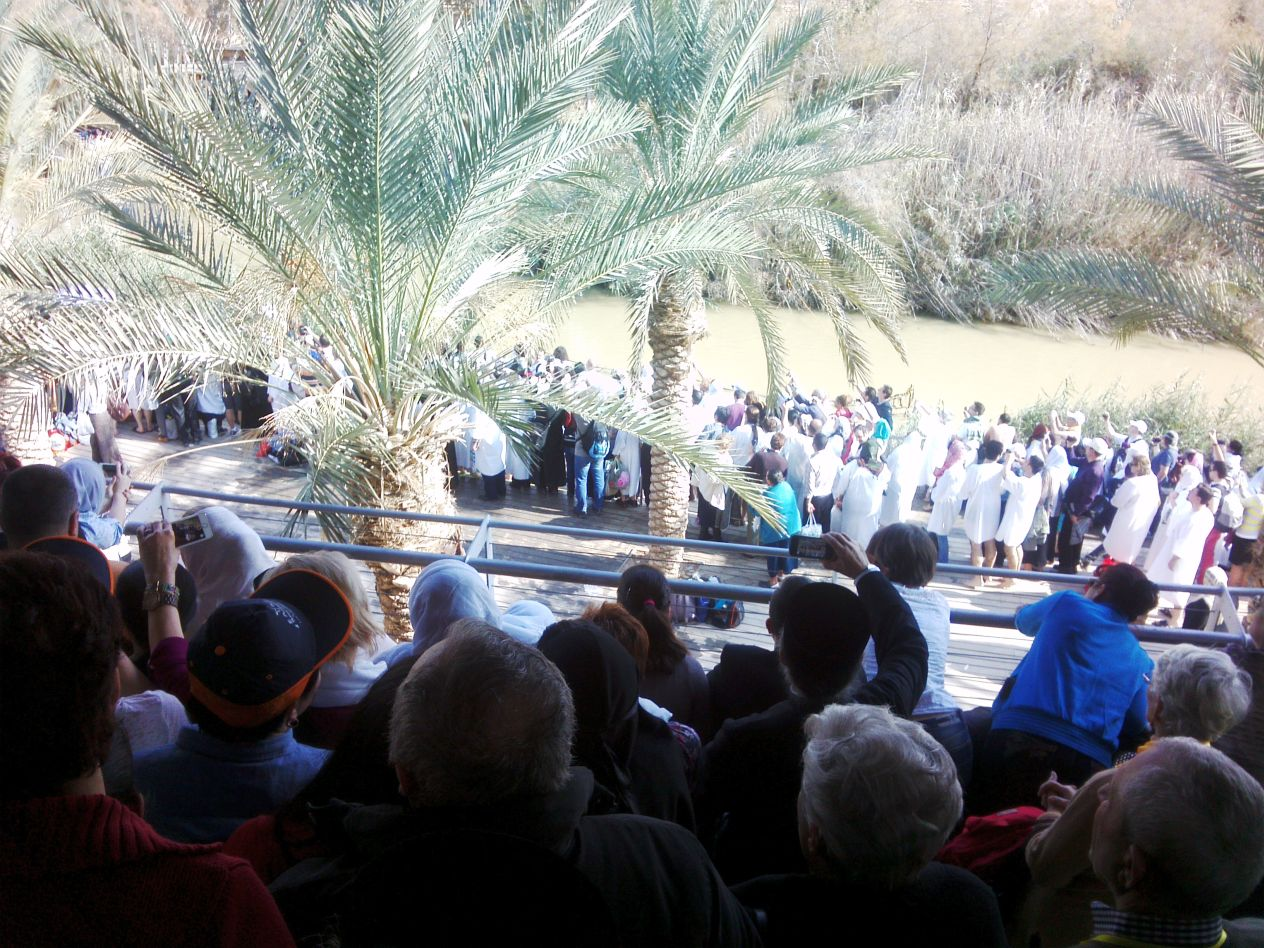
18 січня 2014 року на Віфаварі (вид з міжнародної тераси паломників)
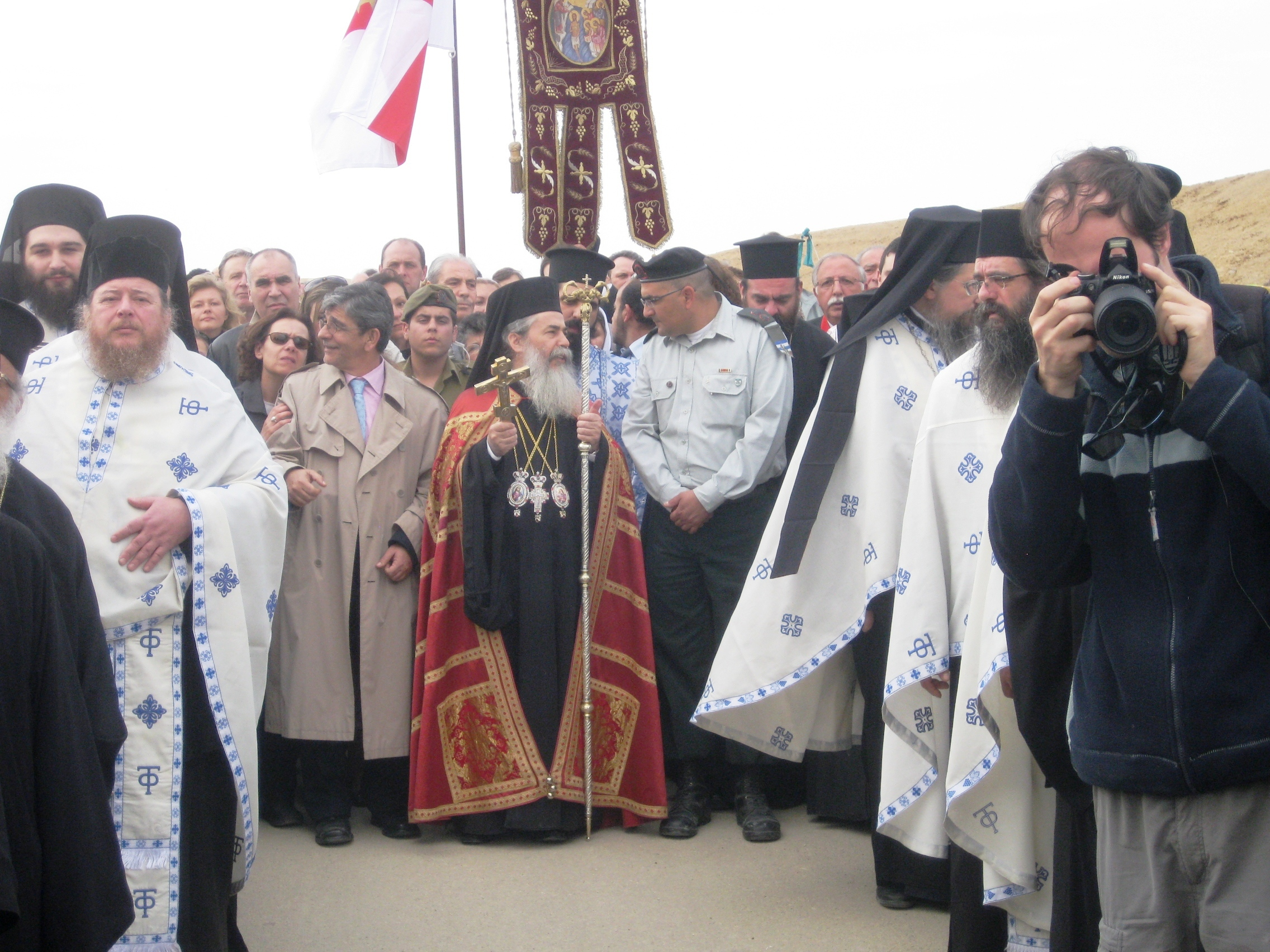
хресний хід Єрусалимського Патріарха на Віфавару (18 січня)
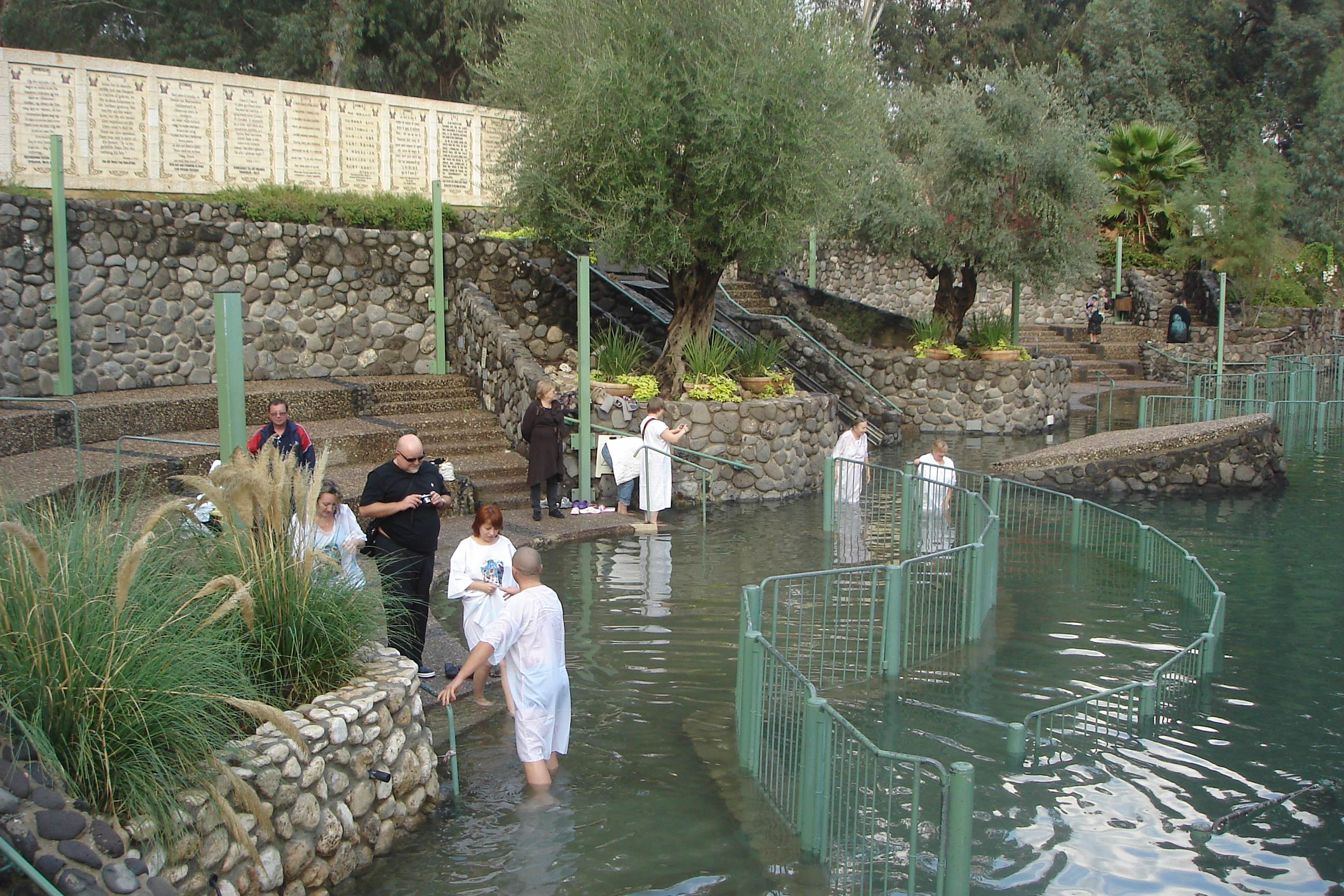
Вигляд заводі річки Йордан біля туристичного комплексу «Ярденіт»
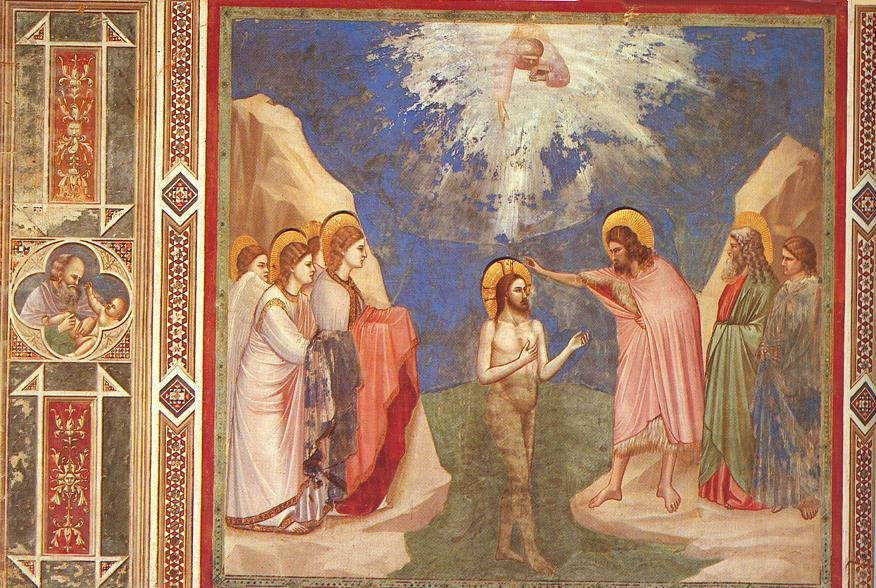
картина Джотто «Хрещення Господнє»
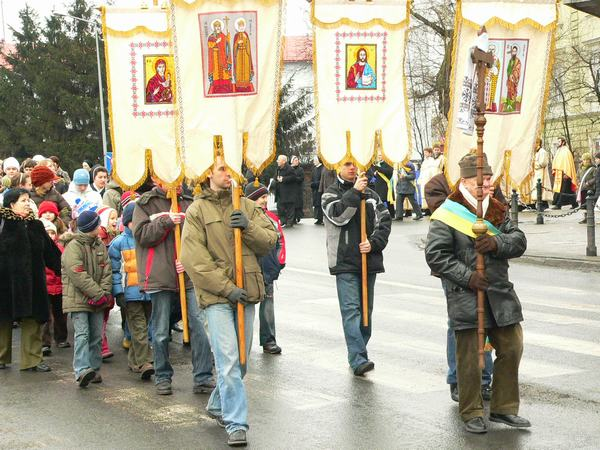
хресний хід до місця святкування у Перемишлі
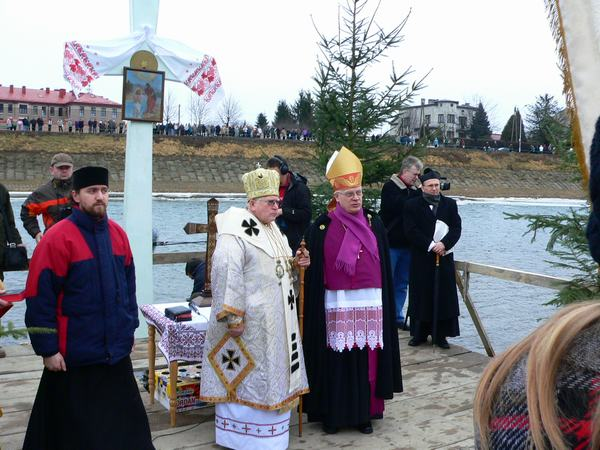
Богослуження на місці святкування у Перемишлі
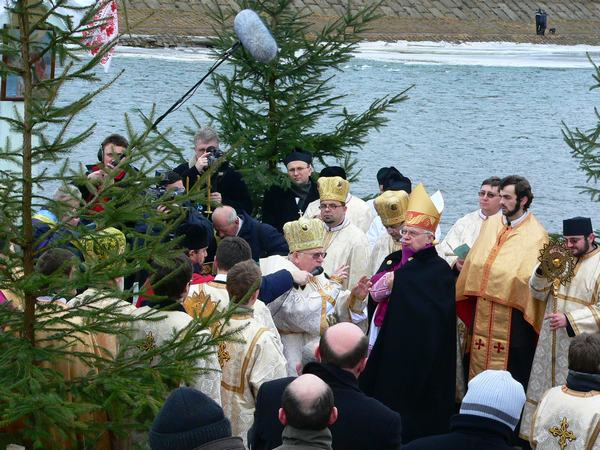
святкування Водохреща у Перемишлі